# Planet Panic
Planet Panic è il decimo album in studio dei Pretty Maids, uscito nel 2002 per l'Etichetta discografica Massacre Records.

## Tracce
Tutte le canzoni sono scritte da Ronnie Atkins e da Ken Hammer, tranne dove indicato.
1. Virtual Brutality - 4:24
2. Playing God - 3:59
3. He Who Never Lived - 5:07
4. Face of My Enemy - 3:08
5. Not What You Think - 3:22
6. Natural High - 4:27
7. Who's Gonna Change - 4:04
8. Worthless - 4:22
9. One Way to Rock - 4:13 - (Hagar) (Sammy Hagar Cover)
10. Enter Forevermore - 4:37

## Formazione
- Ronnie Atkins – voce
- Ken Hammer - chitarra
- Kenn Jackson - basso
- Michael Fast – batteria
- Alan Owen - tastiere